# Alain Marchand
'Alain Marchand' est un navigateur suisse. En 1992, il a été champion du monde de voile en 5.5 IC aux Bahamas avec Christian Wahl et Pierre Bonjour. 

## Biographie
Il débute tardivement la voile, à l'âge de 14 ans, en découvrant différents types de dériveurs. Mais c'est en Laser standard qu'il naviguera le plus, participant à de nombreux championnats internationaux réunissant souvent plus de 200 bateaux sur les lignes de départ. 
Avant l'âge de 20 ans, il participe au projet et traverse l'Atlantique nord à bord du maxi voilier de 85' UBS Switzerland, (premier bateau en Kevlar concurrent de la Whitbread round the world) du suisse Pierre Fehlmann. http://www.decision.ch/fr/realisations/construction-navale/ubs-switzerland/
Il a étudié pendant plusieurs années l'architecture et la construction navale, pour finalement devenir maître voilier.
Il rejoint la petite équipe de la voilerie Gautier en suisse, fondée par Gérard Gautier de retour de la course autour du monde.
A cette époque Edouard Kessi et Jean-Pierre Baudet (créateur du 3DL de North Sails) font partie de l'équipe.
Elle fut en 1988, la première voilerie en suisse et une des premières voilerie dans le monde à être informatisée. 
Ayant dessiné des voiles de manières classiques, Alain deviendra un des premiers « Sail designer » utilisant un logiciel en 3 dimensions pour concevoir les voiles, celui-ci était développé par un team néozélandais de la coupe de l'America.
Il a obtenu de nombreux titres de champion Suisse, France, Italie ou d'Autriche dans différentes catégories de voiliers monotypes. 
En multicoque, il remporte en 2005 et 2006 les deux saisons et de nombreuses victoires en Décision 35 aux côtés de Loïck Peyron, dont le fameux Bol d'or du lac Léman.
Le Match-Racing ne lui est pas inconnu, il participe régulièrement a des manches du world tour match racing, notamment à la Bermuda Gold Cup ou à la Congressional Cup à Los Angeles.